# Tanyderus australiensis
Tanyderus australiensis är en tvåvingeart som först beskrevs av Alexander 1922.  Tanyderus australiensis ingår i släktet Tanyderus och familjen Tanyderidae.
Artens utbredningsområde är Tasmanien. Inga underarter finns listade i Catalogue of Life.